# Wojciech Marduła
Wojciech Marduła, Marduła Krwawy (urodzony najpewniej przed 1810, zmarł prawdopodobnie między 1865 a 1892) – zbójnik tatrzański.
Zachowały się tylko pojedyncze wiadomości o życiu Wojciecha Marduły, większa część z nich dzięki przekazom Sabały. Miał być człowiekiem o bardzo przykrej powierzchowności, mściwym i okrutnym. W młodości parał się górnictwem.
Najlepiej opisanym zdarzeniem z życia Marduły Krwawego jest zabójstwo niejakiego Kiercińskiego, urzędnika z Kościeliska. Zbójnik, żywiący do niego osobistą urazę, zwabił go do jaskini w pobliżu Osobitej pod pretekstem poszukiwania skarbów i zadał śmiertelny cios siekierą. Następnie uciekł i najął się do pracy w kopalni na Węgrzech, skąd potajemnie przesyłał pieniądze rodzinie – miał już bowiem żonę i dzieci. Zdarzyło się to nie później niż w roku 1827, co pozwala pośrednio wnioskować na temat daty urodzenia Marduły. Szczątki doczesne Kiercińskiego odnaleziono dopiero po wielu latach.
O późniejszych losach zbójnika trudno stwierdzić cokolwiek pewnego. Sabała przytaczał jeszcze dwie mało znaczące opowieści: o tym, jak Wojtek Marduła oskarżył go bezpodstawnie o kradzież świni oraz o tym, jak napadł w pojedynkę na karczmę, w której było sześćdziesięciu ludzi. Jan Kasprowicz, znający potomka (zapewne syna lub wnuka) zbójnika, wspominał o Krwawym Mardule jako staroście weselnym w Poroninie, ale tekst ma bardzo ograniczoną wartość historyczną. W niektórych źródłach Wojciech jest określany jako harnaś, co pozwala przypuszczać, że przynajmniej przez pewien czas przewodził grupie zbójników.
Wydaje się, że dla Marduły (i jego kompanii) grywał we wczesnej młodości Bartłomiej Obrochta, choć według niektórych źródeł słuchającym go zbójnikiem był Wojtek Mateja. Musiało to być około roku 1865, gdyż wcześniej Obrochta byłby zbyt młody, później spędził osiem lat na Węgrzech, a od roku 1878 był już przewodnikiem tatrzańskim. Skrzypek po latach opisywał słuchającego go zbójnika, być może Mardułę Krwawego, następująco: „seł ku muzyce ode dźwirzy tańcujęcy. Portki, za łaskom, miał zielono wysyte, serdak biały, kapelusek z takiem małem skrzelem z kostkami, pas nabity klamrami i mosięznemi guzami po pazuchy, bez ramie torbke, z pasem nabitym gwoździami. Fajke se w gębie trzimał, ciupage w garzci. Polaniarze (kościeliszczanie) krzyźwe hłopy, ale ten ponad syćkik skakał. Tęgi shrubść, urośniony w sobie, kie cupnon, to sie widziało. ze dyle połomie”.
Istnieje błędne przekonanie, że w roku 1878 „stary Marduła, dawny robotnik”, mieszkający w pobliżu Jaworzyny Tatrzańskiej, prowadził wycieczkę Tytusa Chałubińskiego na Murań. Lekarz opisywał przewodnika jako „niegdyś tęgiego”, ale bardzo posuniętego w latach i nadużywającego alkoholu. Stwierdzał także u niego pewne ograniczenia funkcji poznawczych. Rzeczonego przewodnika w żadnym razie nie należy identyfikować z Wojciechem Mardułą, choć podeszły wiek, przeszłość robotnicza i dobra znajomość Tatr mogłyby na to wskazywać. Lektura korespondencji prowadzonej przez Chałubińskiego pozwala bowiem stwierdzić, że przewodnik w istocie nazywał się Maciej Chowaniec, a nazywanie go Mardułą to pomyłka lub rozmyślne przekręcenie autorstwa Hoesicka.
Później wszelkie wzmianki o zbójniku zanikają. Sabała w roku 1892 wyraża się o nim per „Marduła nieboscik”, zapewne więc wiedział o jego śmierci. Jeszcze w roku 1922 Kornel Makuszyński wspomina w liście o „jednej trzeciej morgi gruntu na Gubałówce (...) do której rości sobie pretensje Marduła Krwawy”. Z uwagi na nieprawdopodobieństwo możliwości, aby przynajmniej studziesięcioletni zbójnik był żywy i sprawny intelektualnie, zapewne chodzi tu o przywłaszczenie przydomka przez potomka lub zupełną fantazję literacką.